# Claude Williamson

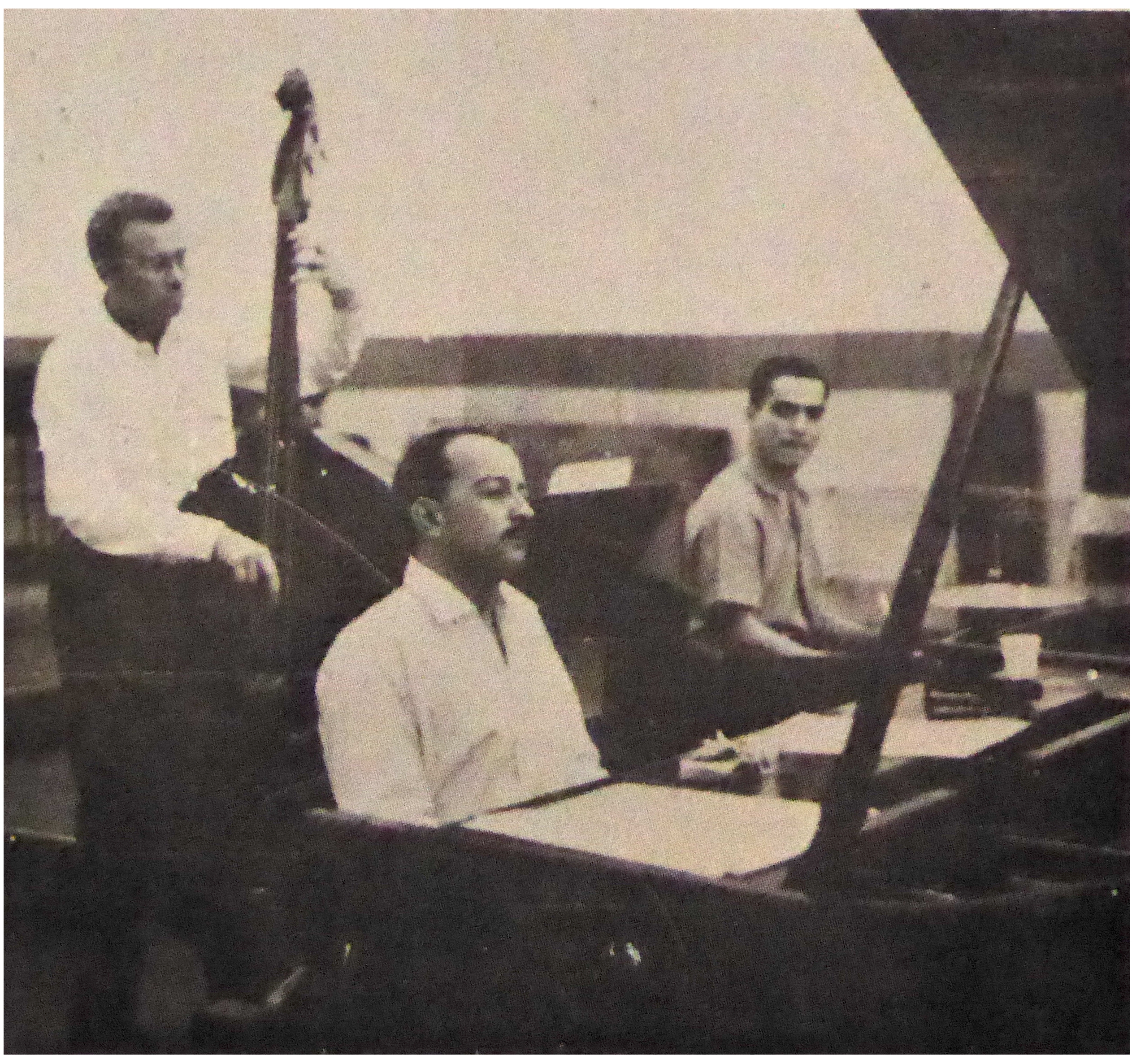
Piano: Claude Williamson, Bass: Don Prell, Drums: Chuck Flores

Claude Berkeley Williamson (* 18. November 1926 in Brattleboro, Vermont; † 16. Juli 2016) war ein US-amerikanischer Jazzpianist des Swing und Modern Jazz.

## Leben und Wirken
Williamson spielte siebenjährig Klavier und besuchte drei Jahre das New England Conservatory in Boston, wurde 1947 Berufsmusiker bei Charlie Barnet und spielte später zusammen mit Tom Talbert, Red Norvo 1948, Barnet 1949, June Christy 1950–51, in Bud Shanks Quartett und mit einem eigenen Trio. Mit Shank und Bob Cooper besuchte er im Frühjahr 1958 Europa. Sein stark an Bud Powell orientiertes Spiel ist auf Plattenaufnahmen mit Barnet (Claude Reigns; 1949), Bob Cooper, Tal Farlow, Barney Kessel, den Howard Rumsey Lighthouse All Stars, Art Pepper, Bud Shank, Stu Williamson u. a. zu hören.
1968 arbeitete Williamson für den Rundfunksender NBC und spielte dort unter anderem für Andy Williams und Sonny & Cher. 1978 kehrte er zum Jazz zurück und nahm mehrere Alben auf japanischen Labels mit dem Bassisten Sam Brown und dem Schlagzeuger Roy Haynes auf.
Claude Williamson war der ältere Bruder von Stu Williamson (1933–1991).

## Diskographische Hinweise
- The Claude Williamson Trio (Fresh Sound Records, 1956) mit Don Prell, Red Mitchell, Chuck Flores, Mel Lewis
- Mulls the Mulligan Scene (Fresh Sound, 1958) mit Howard Roberts, Red Mitchell, Stan Levey
- Hallucinations (VSOP, 1995) mit Dave Carpenter, Paul Kreibich
- Claude Williamson Piano: Claude Williamson, Bass: Don Prell, Drums: Chuck Flores, Bethlehem Records, Hollywood, Calif., Engineer: Val Valentin, Photography: Dave Pell, Cover design: Burt Goldblatt, 1992 Nippon Columbia CO., Ltd., COJY-9027/Mono

## Lexikalischer Eintrag
- Martin Kunzler: Jazz-Lexikon, Reinbek, Rowohlt, 1988.
- Richard Cook, Brian Morton: The Penguin Guide to Jazz on CD, LP and Cassette. 2. Auflage. Penguin, London 1994, ISBN 0-14-017949-6.
- Richard Cook, Brian Morton: The Penguin Guide of Jazz on CD. 6. Auflage. Penguin, London 2002, ISBN 0-14-051521-6.
- Bielefelder Katalog 1988 & 2002.